# Rover P5

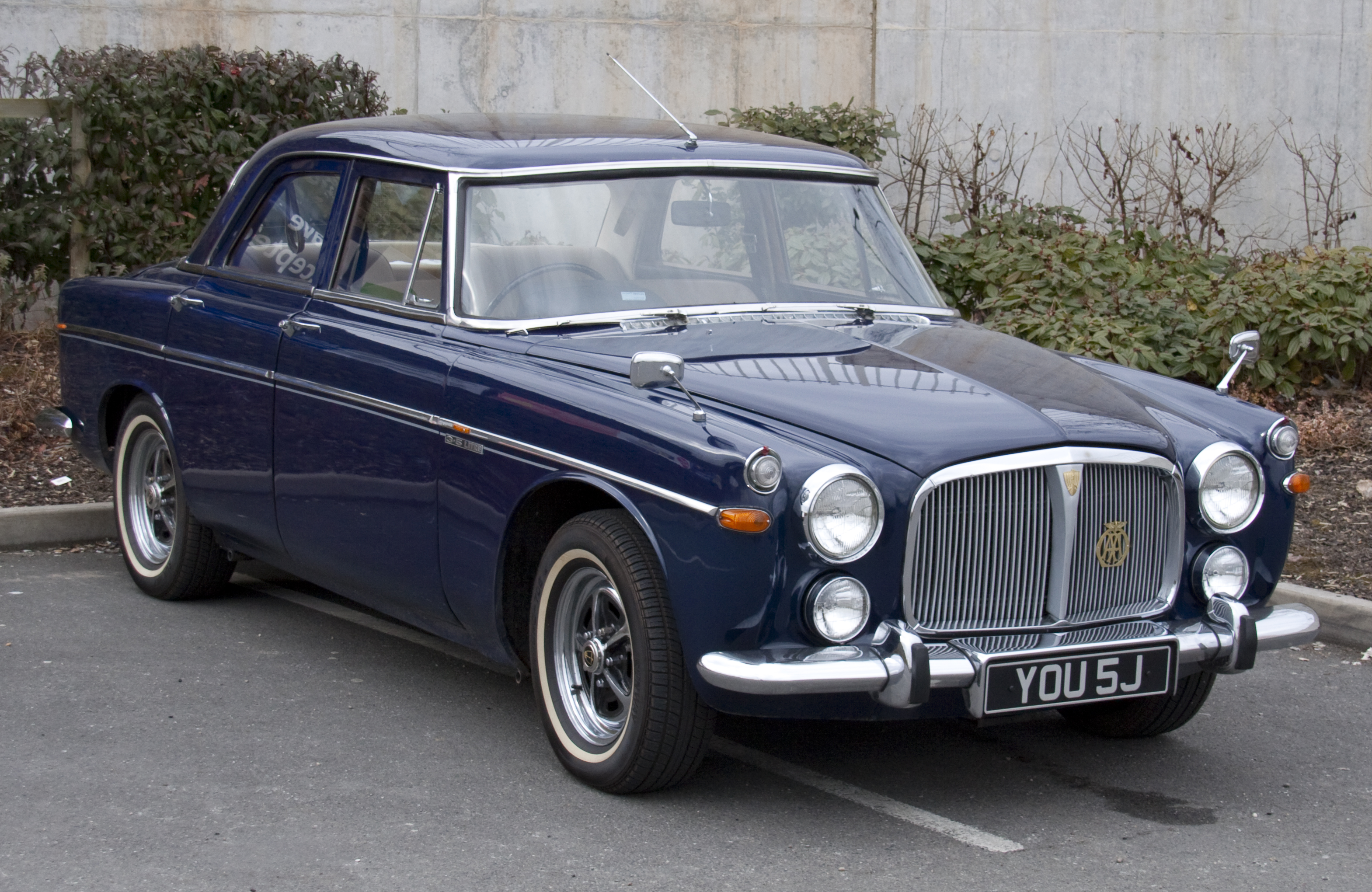
Rover P5 (1958–1973)

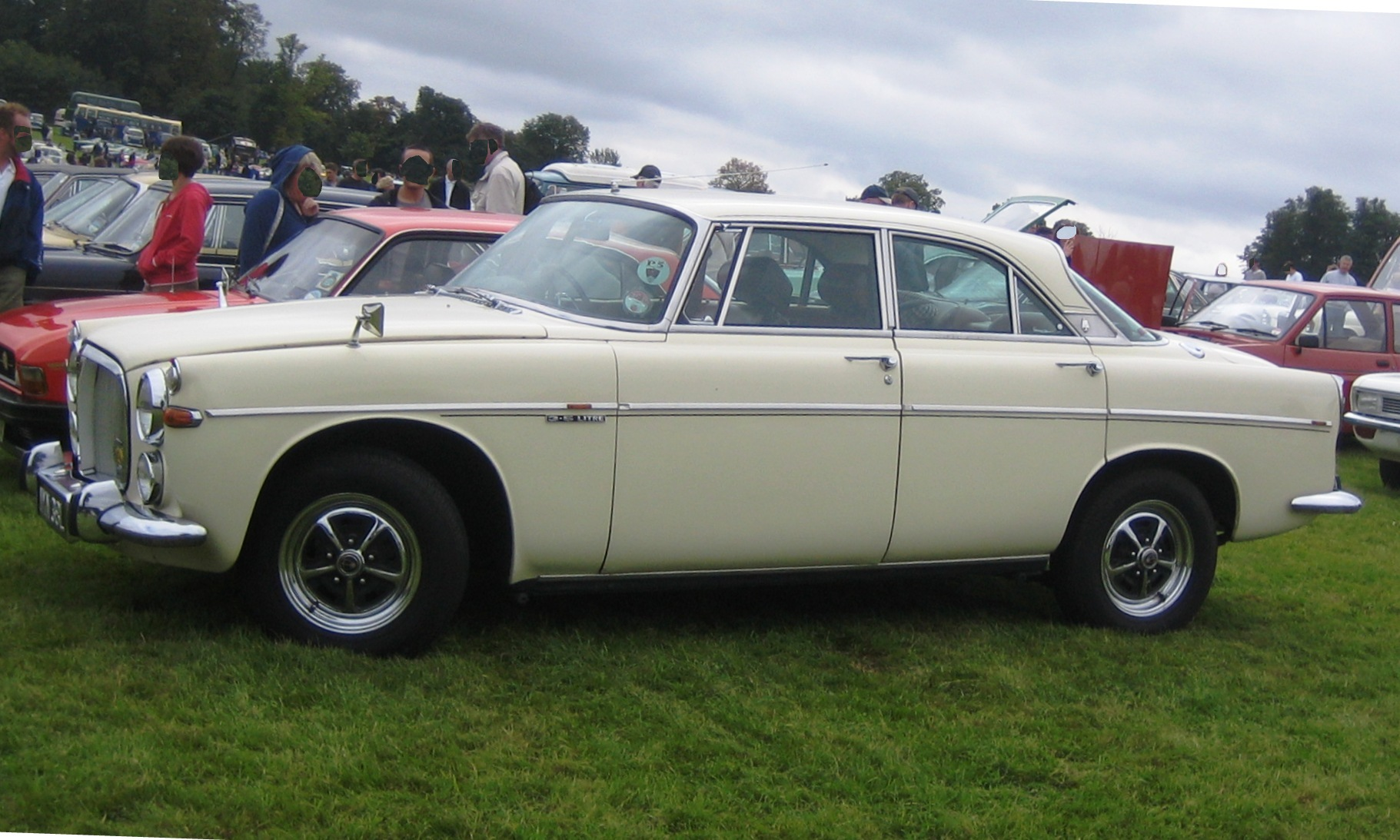
Das erste ausdrücklich als viertüriges Coupé vermarktete Großserienfahrzeug: der Rover P5 von 1958

Der Rover P5, je nach Hubraum auch 3-litre oder 3 1/2-litre genannt, war eine viertürige Limousine der oberen Mittelklasse oder ein sogenanntes viertüriges Coupé (mit abgesenktem Dach), die von 1958 bis 1973 hergestellt wurden. Der Wagen, den man auch "Mittelklasse-Rolls-Royce" nannte, war bei Regierungsmitarbeitern sehr beliebt. Sogar Königin Elisabeth II. sagt man nach, dass sie gerne ihren Rover P5 fuhr. Während der Kanzlerschaft von Bruno Kreisky war der P5 auch der Dienstwagen des österreichischen Bundeskanzlers.

## Mark I
Der P5 erschien 1958. Da er von einem Motor mit 2995 cm³ Hubraum und 128 bhp (94 kW) angetrieben wurde, nannte man ihn bald "3-litre". Der 6-Zylinder-Reihenmotor hatte eine IOE-Ventilsteuerung: obenliegende Einlassventile und seitliche Auslassventile (daher "oise" = overhead inlet / side exhaust), eine Anordnung, die bereits der P4-Motor hatte. Einige frühe P5 hatten Trommelbremsen vorne, aber die meisten verfügten über Scheibenbremsen mit Bremskraftverstärker. Auf Wunsch konnten ein Borg-Warner 35 Automatikgetriebe und eine Servolenkung geordert werden. Das Mark Ia-Modell hatte ab 1961 Dreiecksfenster in den vorderen Türen. 1962 wurde die erste Serie nach 20963 Exemplaren eingestellt.

## Mark II
Die Version Mark II des P5 wurde 1962 eingeführt. Sie hatte einen leistungsstärkeren Motor (129 bhp / 95 kW, ebenfalls aus 3 l Hubraum) und verbesserte Radaufhängungen. Die interessanteste Neuerung aber war das zusätzlich verfügbare Coupé. Diese viertürige Version besaß ein niedrigeres Dach und schmalere B-Säulen, was ihr das Aussehen eines Hardtop-Coupés gab. Bis zur Ablösung der Modellreihe 1965 wurden 5482 Coupés und 15676 Limousinen produziert.

## Mark III
Der moderner aussehende Mark III wurde 1965 eingeführt. Er war ebenfalls in beiden Karosserieausführungen (Limousine und Coupé) erhältlich. Auch der Motor blieb weitgehend gleich, nun aber 134 bhp (99 kW) stark. 3919 Limousinen und 2501 Coupés wurden bis zum Produktionsende 1967 hergestellt.

## P5B
Der letzte Ableger des P5 erschien 1967. Da bei ihm der Rover-V8-Motor mit 3528 cm³ Hubraum und 158 bhp (116 kW) (wie seit 1968 im P6) eingebaut war, nannte man ihn bald „3 1/2-litre“.
Der Buchstabe „B“ steht für Buick, da die Basis dieses Motors seit 1960 zunächst in den USA im Buick Special und im Oldsmobile F-85 sowie Pontiac Tempest eingesetzt war. Dort war seine Produktion bereits 1963 wieder eingestellt worden, da diese so genannten Kompaktwagen dort als zu klein angesehen waren. Da der Aluminiummotor sehr leicht war und in den moderneren P6 passte, hatte Rover 1964 die Rechte von  General Motors erworben. Um europäischen Anforderungen zu genügen, wurde er durch den von Buick abgeworbenen Konstrukteur Joe Turley und englische Ingenieure weiterentwickelt: Man änderte das Gussverfahren (von Kokille auf Sandguss), die Zündanlage und die Gemischaufbereitung (von Doppelvergaser auf zwei SU-Vergaser) und machte ihn drehzahlfest. Wie gut die Entwicklungsabteilung bei Rover gearbeitet hat, zeigt sich auch an der Tatsache, dass dieser V8 weit über 30 Jahre lang gebaut wurde – bis zum 4,6 Liter-Motor im Range Rover und sich darüber hinaus auch bei Sportwagenherstellern wie Morgan und TVR größter Beliebtheit erfreute.
Mit dem neuen Motor war der P5 123 kg leichter geworden; sein Verbrauch sank um mehr als 20 %. Neben Servolenkung gehörte ein Automatikgetriebe schon deshalb zur Grundausstattung, weil in Großbritannien kein mechanisches Getriebe verfügbar war, das den 270 Nm Drehmoment standhielt, die der Motor ab 2500/min entwickelte.
Das Äußere des Fahrzeugs blieb unverändert, mit Ausnahme des 3.5-litre-Zeichens, der Stoßstangenhörner und einem Paar Nebellampen, die unter den Hauptscheinwerfern angebracht waren und dem Auto eine 4-Scheinwerfer-Frontansicht verliehen. Der P5B wurde ebenfalls als viertürige Limousine und als viertüriges Coupé bis zum Produktionsende angeboten. 9099 Coupés und 11501 Limousinen baute man bis zum Ende der P5-Serie 1973.
Die letzten Exemplare des P5B, die das Werk verließen, waren der Verwendung durch die Regierung vorbehalten. Tatsächlich wurden diese Fahrzeuge mehr als 10 Jahre lang in Westminster genutzt. Die Premierminister Harold Wilson, Edward Heath und James Callaghan nutzten diesen Wagen als ihren Dienstwagen. Erst Margaret Thatcher stieg auf einen Jaguar XJ um.
Heute sind die Autos der P5-Serie begehrte Sammlerstücke. Als beliebteste Objekte gelten die sportlicheren und selteneren Coupé-Versionen.
Ein weinrotes Exemplar ist in dem biografischen Film The Life and Death of Peter Sellers (Leben und Tod des Peter Sellers) zu sehen.
In dem britischen Film Ein Mann jagt sich selbst aus dem Jahre 1970 fährt Roger Moore einen ebenfalls weinroten P5B.

## Umbauten
Das französische Karosseriebauunternehmen Chapron fertigte 1962 ein zweitüriges Cabriolet auf der Basis eines Mark I. Das Auto wurde auf dem Pariser Autosalon im Oktober 1962 öffentlich gezeigt. Eine geplante Produktion in Kleinserie kam nicht zustande. Chaprons P5-Cabriolet blieb ein Einzelstück.